# Le Quart d'heure de Rabelais
Le Quart d'heure de Rabelais est une pièce de théâtre de Jules Verne en un acte et en prose écrite en 1847 (l’auteur est alors âgé de 19 ans).
Il s’agit de la première comédie entièrement terminée de Jules Verne. Elle ne met en scène que trois personnages et un quatrième qu'on ne voit jamais.

## Résumé
Marthe est l'aubergiste de La Rose de Mai, elle est secondée par un domestique qui lui est dévoué comme un chien fidèle, d'où le surnom de Sultan qui lui a été donné. Si les affaires vont bien, sentimentalement, elle reste sur un échec. Frédéric, le jeune homme qu'elle aime toujours, a rompu avec elle pour courtiser Elisabeth, plus fortunée et donc mieux à même de payer ses dettes. Pendant que Marthe se rend au marché, Frédéric se présente pour réserver deux couverts, prétendant qu'il doit recevoir un ami. Mais, à son retour, en lisant le menu, Marthe devine qu'il s'agit d'une femme ; elle se plaît même à penser qu'il pourrait s'agir d'elle, notamment dans la scène XI au cours de laquelle Frédéric se présente pour dîner. Mais au terme d'un quiproquo cruel pour Marthe, il doit avouer que l'invitée est Elisabeth qui ne s'est pas encore présentée. L'aubergiste force Frédéric à dîner rapidement de telle sorte qu'il ne peut toucher à aucun plat. Il reçoit une lettre d'Elisabeth qui le congédie, furieuse qu'il se soit présenté chez son ancienne conquête. Incapable de payer l'addition, il est condamné à la « prison » par Marthe.

## Personnages
- Marthe, aubergiste de La Rose de Mai
- Frédéric, son ancien amant
- Sultan, employé de l'auberge

## Commentaires
Cette aimable comédie n'est pas sans lien avec la vie sentimentale de l'écrivain qui fut longtemps affecté par les refus des partis nantais qui se dérobaient à son approche. L'Argent, l'Amour sont les grands thèmes de la correspondance qu'échange, avec ses parents, l'étudiant en droit qui habite désormais la capitale. L'ensemble est bien conduit et culmine dans la scène XI, qui met en présence pour la première fois Marthe et Frédéric. 
Le Quart d'heure de Rabelais est l'un de ces proverbes que prisait la société parisienne ou provinciale à cette époque. Certes ce n'est pas l'expression célèbre qui achève la pièce, dont on sait qu'elle signifie que dans une situation d'embarras, il faut trouver une solution ingénieuse pour s'en sortir. Mais cet esprit est néanmoins compris dans le mot de la fin, la « prison », celle de la justice ou celle du mariage, que Marthe offre à un Frédéric désargenté.